# Хайбун
Хайбун (яп. 俳文, букв., твори хайкай) — це прозиметрична літературна форма, що виникла в Японії, яка поєднує прозу та хайку. Хайбун може включати в себе автобіографію, щоденник, есе, вірш прозою, оповідання та подорожній нарис.

## Історія
Термін "хайбун" вперше був використаний японським поетом 17-го століття Мацуо Басьо в листі своєму учневі Кьораю в 1690 році. Басьо був видатним раннім письменником хайбунів, нового тоді жанру, що поєднує класичні прототипи, жанри китайської прози, народні теми та мову. Він писав подорожні нариси в жанрі хайбун під час подорожей, найвідомішим з яких є Oku no Hosomichi (Поїздка до Оу).
Більш короткі хайбуни Басьо включають включають подорожні нариси, замальовки персонажів, пейзажні сцени, анекдотичні замальовки та випадкові записи, написані на честь певного покровителя чи події.
Традиційний хайбун зазвичай був коротким описом місця, людини чи предмета, щоденник подорожі чи ряд подій із життя поета. Хайбуни продовжували писати пізніші поети хайкай, такі як Йоса Бусон, Кобаясі Ісса і Масаока Сікі.

## Характеристики
Хайбун може описувати сцену або особливу подію в описовій та об'єктивній манері, або її дія може розгортатися у цілком вигаданому, фантастичному просторі. Супутнє хайку може мати пряме чи опосередковане ставлення до прозової частини твору та охоплювати чи натякати на суть того, що описано в ній.